# Манхан
Манхан (монг. Манхан) — это сомон (район) провинции Ховд в Западной Монголии.

## Достопримечательности
В районе находится пещера, внесённая в список Всемирного наследия ЮНЕСКО, содержащая наскальные рисунки эпохи палеолита. Орудия труда палеолита были обнаружены в районе в середине 1980-х годов.

## Известные люди
- Дамдины Дэмбэрэл — председатель парламента Монголии с 2008 до 2012 года от Монгольской народной партии.
- Цэндийн Олзвой (1914-1941) — Герой Монгольской Народной Республики (1939).

## Географические данные
Территория сомона — 4,2 тыс. км², население составляет около 4,8 тыс. Центр района — Тугрик, он расположен в 1360 км от города Улан-Батор, в 85 км от города Кобдо. Район богат природными ресурсами, такими как каменный уголь и железная руда.
В сомоне есть школа, больница, санатории, культурный и торгово-обслуживающий центры.